# ستيفي كروفورد
ستيفي كروفورد (9 يناير 1974 بدنفيرملين في المملكة المتحدة - ) (بالإنجليزية: Stevie Crawford)‏ هو مدرب كرة قدم ولاعب كرة قدم بريطاني في مركز الهجوم. شارك مع منتخب اسكتلندا لكرة القدم. أما مع النوادي، فقد لعب مع دندي يونايتد ودونفرملين أثلتيك وريث روفرز ونادي أبردين ونادي بليموث أرجايل ونادي ميلوول ونادي هيبرنيان ونادي إيست فيف وفورفار أثلتيك ‏ ونادي كاودينبيث لكرة القدم.

## مسيرته الكروية
لعب ستيفي كروفورد خلال مسيرته الاحترافية مع 11 ناديًا في ستة وعشرون موسمًا وسجل خلالها 159 هدف ضمن 636 مباراة. ولم يفز بأي موسم بالكأس أو بالدوري.
خاض ستيفي كروفورد مسيرته مع نادي ريث روفرز في موسم 1992–93 ليلعب معه أربعة مواسم، مشاركًا في 115 مباراة سجل خلالها 22 هدفًا. ثم انتقل إلى نادي ميلوول في موسم 1996–97 لمدة موسم واحد، حيث شارك في 42 مباراة سجل خلالها 11 هدفًا. لينتقل بعدها إلى نادي هيبرنيان في موسم 1997–98 واستمر معه طيلة ثلاثة مواسم، مشاركًا في 73 مباراة سجل خلالها 23 هدفًا. ثم انتقل إلى نادي دونفرملين أثلتيك في موسم 1999–00 في المرة الأولى ليلعب معه خمسة مواسم ثم في موسم 2006–07 ولمدة موسمين، مشاركًا طوالها في 228 مباراة سجل خلالها 71 هدفًا. هذا وانتقل لاحقًا إلى نادي دندي يونايتد في موسم 2004–05 ولمدة موسمين، مشاركًا في 21 مباراة سجل خلالها 3 أهداف. ثم انتقل بعدها إلى نادي أبردين في موسم 2005–06 ولمدة موسمين، مشاركًا في 34 مباراة سجل خلالها 8 أهداف. ليعود وينتقل من جديد، لكن هذه المرة إلى نادي إيست فيف في موسم 2008–09 واستمر معه طيلة ثلاثة مواسم، مشاركًا في 71 مباراة سجل خلالها 13 هدفًا. لينتقل بعدها إلى نادي كاودينبيث لكرة القدم في موسم 2010–11 لمدة موسم واحد، مشاركًا في 18 مباراة سجل خلالها هدفين. ثم لعب في فورفار أثلتيك ‏ في موسم 2011–12 لمدة موسم واحد، مشاركًا في 7 مباريات ولم يسجل أي هدف.

## وصلات خارجية
- ستيفي كروفورد على موقع الاتحاد الإسكتلندي (الإنجليزية)
- ستيفي كروفورد على موقع قاعدة بيانات كرة القدم.إي يو (الإنجليزية)
- ستيفي كروفورد على موقع ناشيونال فوتبول تيمز (الإنجليزية)
- ستيفي كروفورد على موقع Soccerbase.com (لاعب) (الإنجليزية)
- ستيفي كروفورد على موقع Soccerbase.com (مدرب) (الإنجليزية)
- ستيفي كروفورد على موقع Soccerbase.com (مدرب) (الإنجليزية)
- ستيفي كروفورد على موقع عالم كرة القدم.نت (الإنجليزية)